# Tramsite Schepdaal

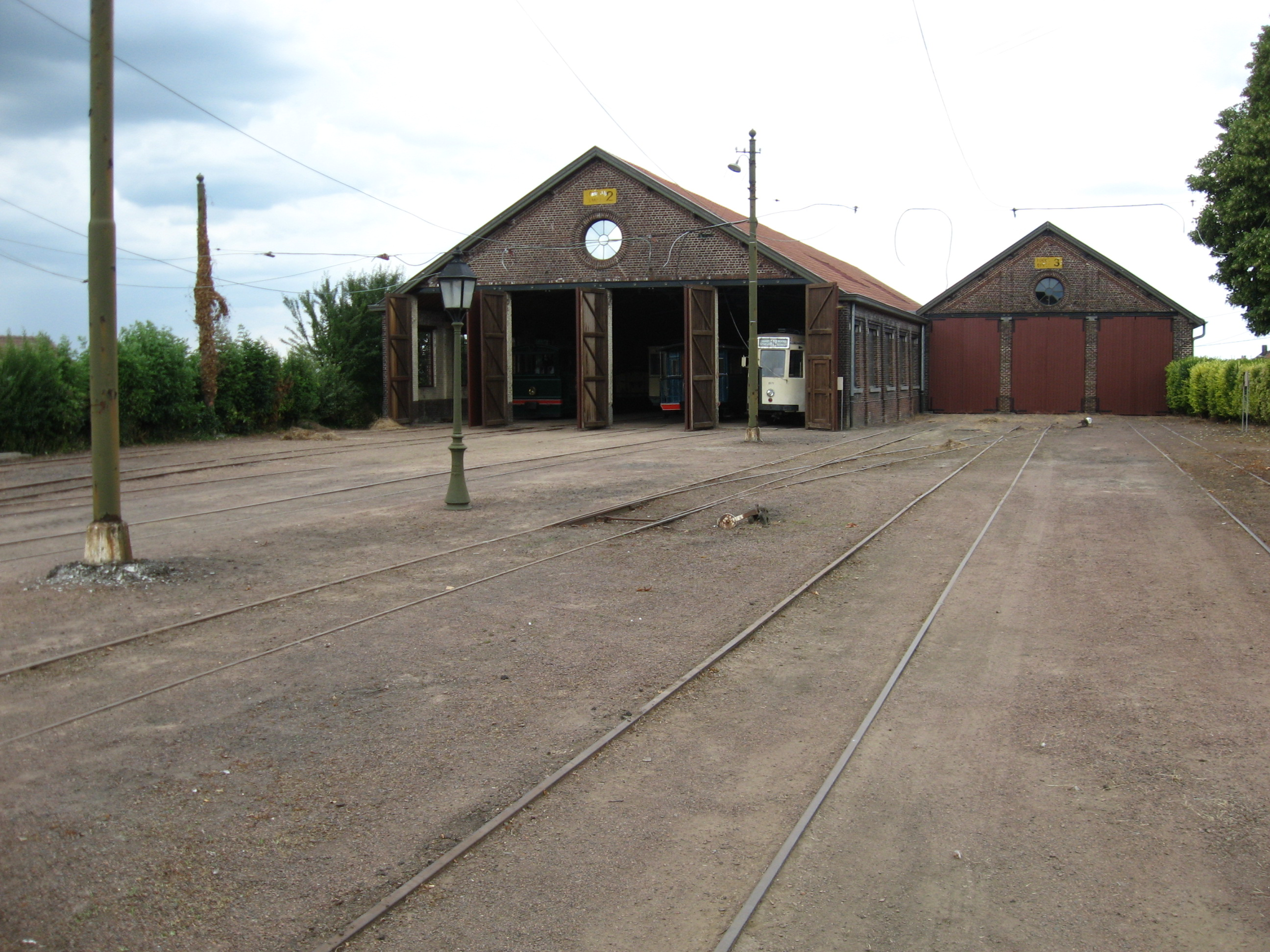
Museumsgelände mit Blick auf zwei Schuppen. Der rechte Schuppen ist vom anderen Schuppen aus zugänglich.

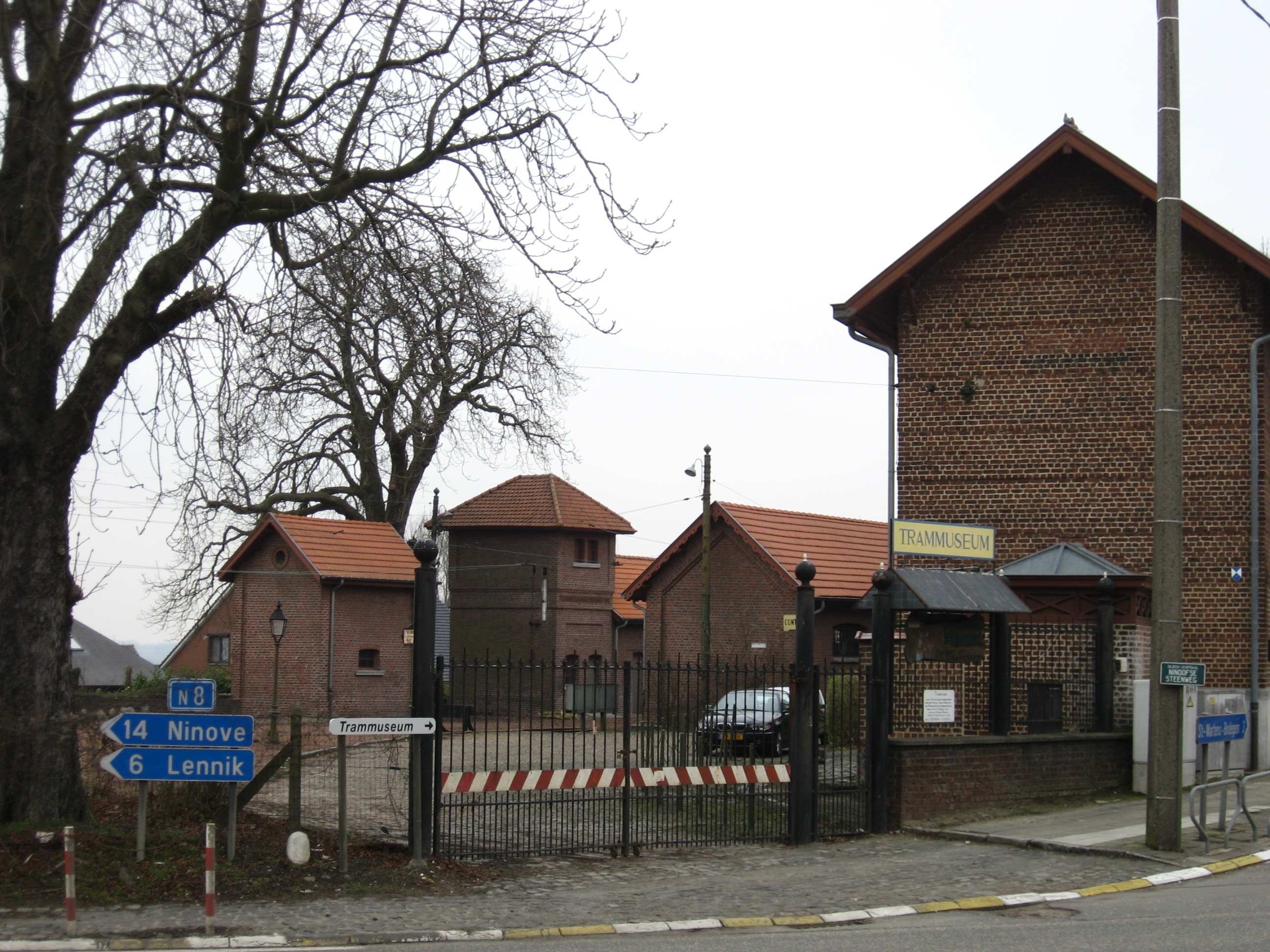
Der Eingang zum Museum.

Die Tramsite Schepdaal (deutsch: Straßenbahndepot Schepdaal) ist ein Straßenbahnmuseum in Schepdaal, einem Ort in der belgischen Gemeinde Dilbeek, westlich von Brüssel.

## Geschichte
Am 8. September 1887 wurde die meterspurige Vorortsbahnlinie Schepdaal – Brüssel Ninoofsepoort in Betrieb genommen. Der Startpunkt der Linie befand sich in Schepdaal. Das dortige Depot wurde seit dem 5. Mai 1962 als Nationalmuseum für die „Nationale Kleinbahngesellschaft“ genutzt. Bis 1968 wurde das Depot ebenfalls als Straßenbahndepot für die Linie Brüssel – Ninove (Ni-Linie) genutzt. Diese Straßenbahnlinie wurde am 21. Februar 1970 eingestellt.
Das gesamte Gelände (Bahnhofsgebäude und Schuppen) wurde 1993 als Kulturgut unter Schutz gestellt. Das Museum wurde von Freiwilligen betrieben und 1999 aufgrund von notwendigen Renovierungsarbeiten geschlossen. Zehn Jahre später, am 1. Juli 2009, wurde das Museum von der  der Vereinigung „Flanderns Erbe“ wiedereröffnet.
Derzeit erlauben die vorhandenen Gleisanlagen und die nicht mehr vorhandene Elektrifizierung keine Fahrten mit den Fahrzeugen. Es ist jedoch vorgesehen, die Gleisanlagen und die Elektrifizierung wieder auf einen Stand zu bringen, der einen musealen Fahrbetrieb auf dem Gelände ermöglicht.

## Gebäude
Es gibt drei Schuppen, in denen Straßenbahnausrüstung gelagert wird. Schuppen 1 enthält normalspurige Fahrzeuge. Schuppen 2 enthält Dampf- und Elektro-Straßenbahnen sowie Güter- und Personenwagen. Das Gelände befindet sich in seinem Originalzustand und verfügt neben den Schuppen über ein Bahnhofsgebäude, eine Brückenwaage, einen Wasserturm, ein Holz- und Sandlager, eine Wasserpumpe, ein Kohlenlager, eine Schmiede und ein Lampenlager.
Im Bahnhofsgebäude befanden sich ehemals die Diensträume des Bahnhofsvorstehers, die Schalter und der Wartebereich für die Reisenden sowie Schlafräume für das Straßenbahnpersonal, das in der Früh- oder Spätschicht arbeiten musste.
Die Dampfstraßenbahnlokomotiven wurden in Schuppen 1 untergebracht, in den Schuppen 2 und 3 befanden sich die Dampfstraßenbahnwagen und später die elektrischen Straßenbahnen.

## Sammlung
Die Sammlung historischer Straßenbahnen wird im Schuppen 2 ausgestellt. Das Prunkstück ist der als Hofzug konzipierte Wagen, der einst für König Leopold II. gebaut wurde. Es ist aber unsicher ob er diesen jemals benutzt hat. Benutzt wurde er vom Schah von Persien, als er 1900 Belgien besuchte.
Darüber hinaus sind auch die erste elektrische Straßenbahn der NMVB aus dem Jahr 1894 und eine der letzten Lokomotiven der Dampfbahn aus dem Jahr 1920 zu sehen.

## Galerie

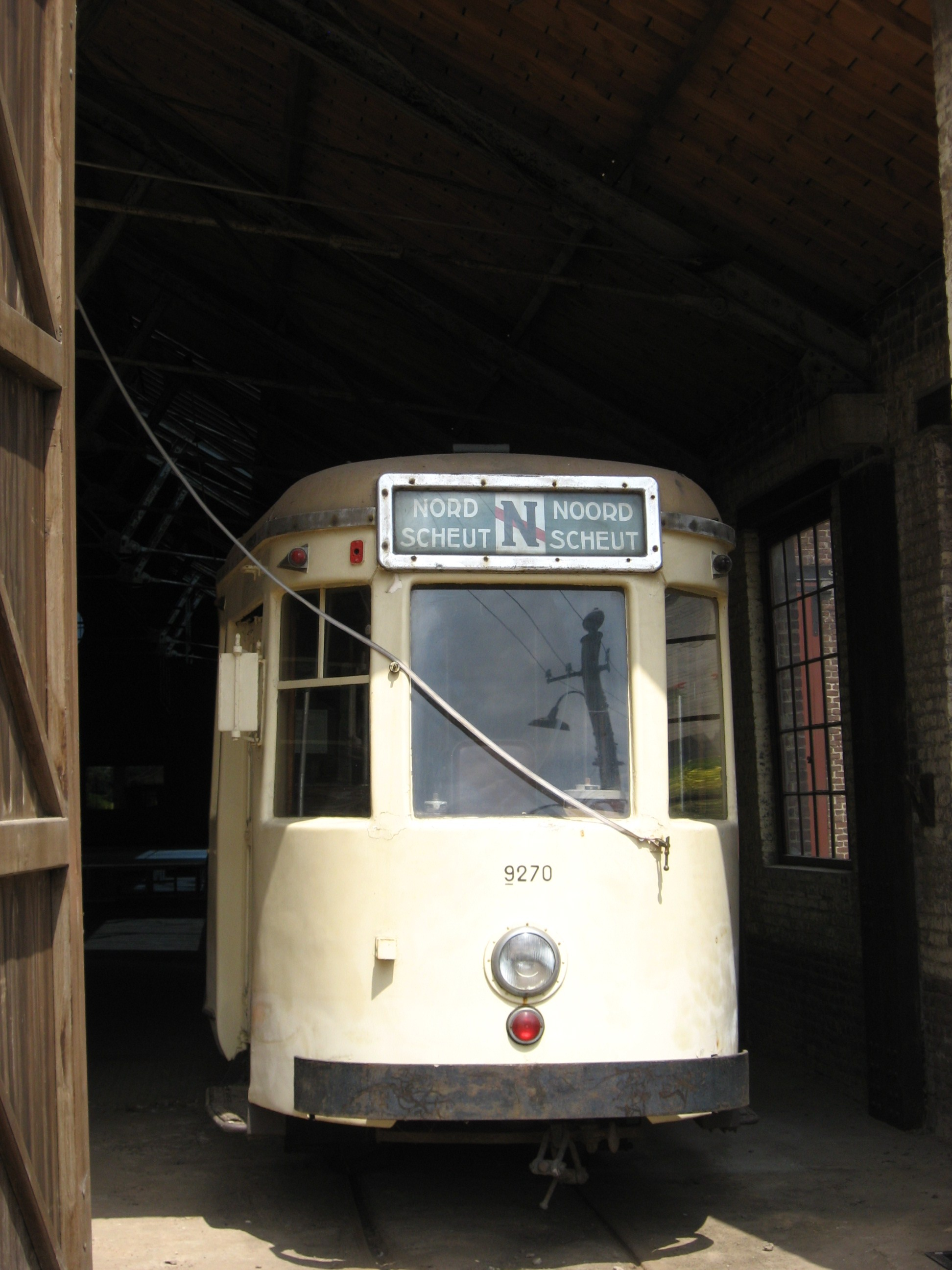
NMVB-motorwagen Typ N aus Brüssel
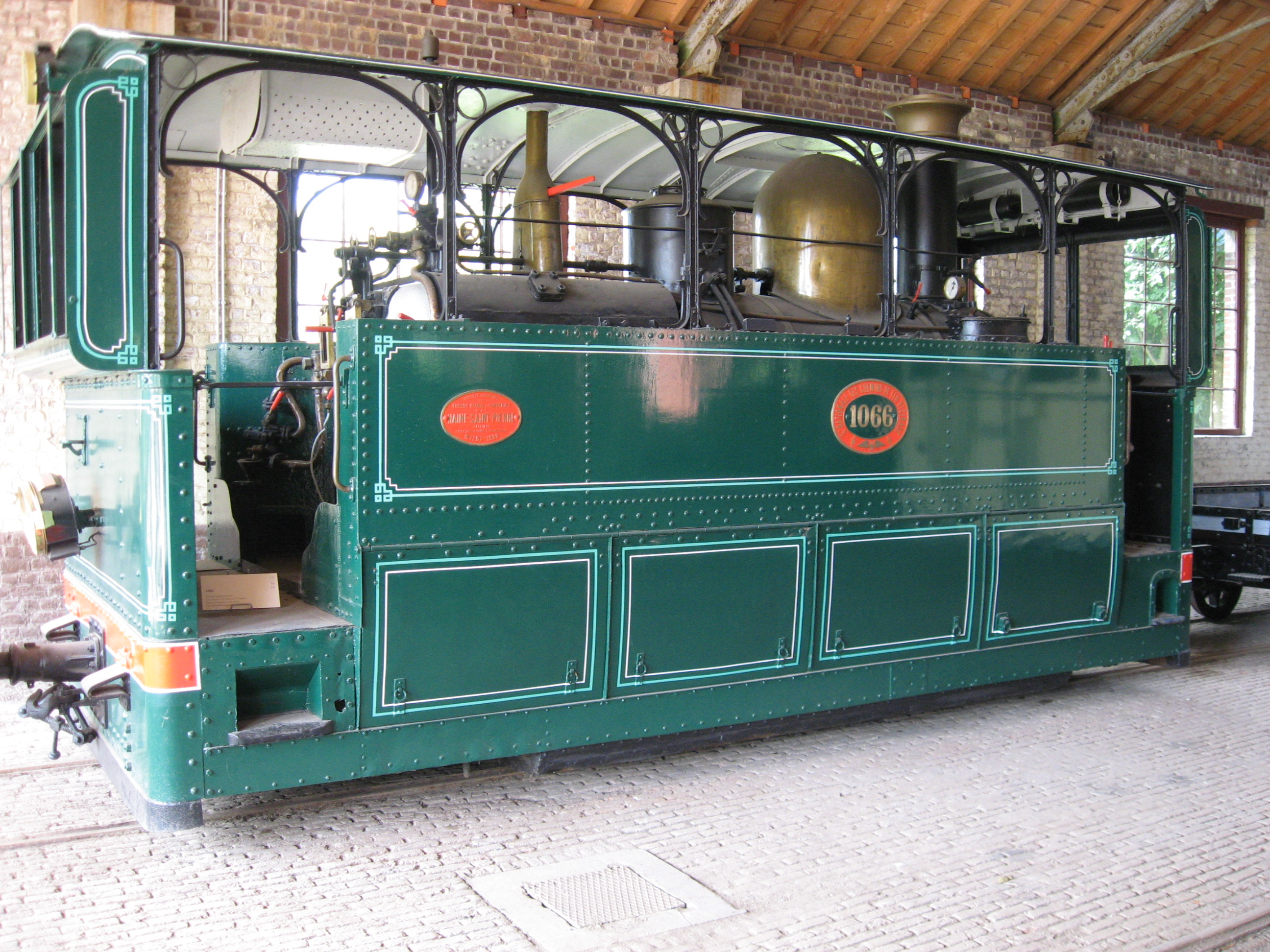
Dampfbahn